# Jerauld County
Jerauld County är ett administrativt område i delstaten South Dakota, USA, med 2 071 invånare. Den administrativa huvudorten (county seat) är Wessington Springs. 

## Geografi
Enligt United States Census Bureau så har countyt en total area på 1 380 km². 1 372 km² av den arean är land och 7 km² är vatten. 

### Angränsande countyn
- Beadle County, South Dakota - nordost
- Sanborn County, South Dakota - öst
- Aurora County, South Dakota - syd
- Brule County, South Dakota - sydväst
- Buffalo County, South Dakota - väst
- Hand County, South Dakota - nordväst